# Alan Lewis (strzelec)
Alan Lewis (ur. 20 listopada 1950 w Belfaście) – irlandzki strzelec sportowy specjalizujący się w strzelaniu z karabinu, olimpijczyk z Sydney.
W 2000 roku uczestniczył w letnich igrzyskach olimpijskich, na których startował w konkurencji strzelania z karabinu małokalibrowego z odległości 50 m w pozycji leżącej i uplasował się na 41. pozycji z rezultatem 587 punktów. W swojej karierze trzykrotnie reprezentował Irlandię Północną na igrzyskach Wspólnoty Narodów (Kuala Lumpur, Manchester, Melbourne), jednak w żadnej edycji tej imprezy nie wywalczył medalu.